# Pardosa schreineri
Pardosa schreineri este o specie de păianjeni din genul Pardosa, familia Lycosidae, descrisă de Purcell, 1903. Conform Catalogue of Life specia Pardosa schreineri nu are subspecii cunoscute.